# Кауфман, Рихард (архитектор)
Рихард Кауфман (ивр. ריכרד קאופמן‎; 20 июня 1887, Франкфурт-на-Майне — 3 февраля 1958, Иерусалим, Израиль) — известный израильский архитектор и градостроитель.

## Биография
Рихард Кауфман родился в Германии в еврейской семье. Учился на архитектурных факультетах Высшей технической школы в Дармштадте и Мюнхенского технического университета, где изучал градостроительство у Теодора Фишера. Работал в Германии и Норвегии. В Эрец-Исраэль с 1920 года. С 1920 по 1932 год Кауфман был главным архитектором Палестинской компании по освоению земель (Хахшарат Ха-Ишув) сионистского движения.
Он развивал принципы амстердамской архитектурной школы конца 1910-х годов (М. де Клерк, 1884—1923, и другие), в работах которой тяготение к романтизму сочеталось с функциональными планово-пространственными решениями городских комплексов зданий
Кауфман занимался разработкой планировки мошава Нахалал (1921), создал типовую модель кооперативного сельскохозяйственного поселения с рациональным концентрическим зонированием жилых, общественных и производственных построек. Эту систему планировки Кауфман варьировал и видоизменял в проектах застройки кибуца Тель-Иосеф (1937), мошава Моледет (1947) и других.
По проектам Кауфмана велась застройка города Афула (с 1925), хайфского района Кирьят-Хаим (с 1933), иерусалимских районов Рехавия (с 1921), Талпиот (с 1922) и Бейт-хa-Керем (с 1923), а также возведены многие жилые дома Тель-Авива, Иерусалима и других городов.
В проектах зданий для районов Иорданской долины и предприятий Мёртвого моря Кауфман предложил эффективное решение задачи охлаждения перегреваемых солнцем стен и кровель.
Творчество Кауфмана, как одного из первых в Эрец-Исраэль в 1920—1930-х годах представителей новой европейской архитектуры, оказало заметное влияние на принципы градостроительства и уровень архитектурного мышления в Израиле последующих десятилетий.
Кауфман спроектировал более 150 поселков, кибуцев, районов и небольших городков и больше, чем любой другой архитектор того времени, был ответствен за физические планы еврейских поселений в Палестине и за создание местного языка архитектуры. Сёла, которые он проектировал, такие как Нахалал, существенно отличались от своих европейских аналогов.
Он вдохновлялся концепцией «идеального города» XV века и средневековых монастырей, для того чтобы придать урбанистское выражение его схеме идеально села или поселка в Эрец-Исраэль.
Он учитывал климатические условия и в школе, которую он построил в кибуце Дегания в 1928, использовал известный арабский приём — маленькое круглое окно, расположенное под потолком, чтобы выпустить горячий воздух между верхней частью окна и потолком. Вместо того чтобы буквально копировать арабский приём, Кауфман сконструировал узкие, длинные окна вдоль всей длины стен в классах. Над крышей он построил облегченный навес, чтобы обеспечить тень и защитить здание от прямого солнечного света. В более поздних жилых зданиях в Тель-Авиве он применил козырьки над окнами и над балконами, которые создавали постоянную тень во время летних месяцев. Зимой же низко стоящее солнце свободно проникало в интерьер дома.

## Избранные проекты и постройки
- Планировка мошава Нахалал (1921)
- Планировка кибуца Тель-Иосеф (1937)
- Планировка мошава Моледет (1947)
- Застройка города Афула (с 1925)
- Застройка хайфского района Кирьят-Хаим (с 1933)
- Застройка иерусалимских районов Рехавия (с 1921), Талпиот (с 1922) и Бет-ха-Керем (с 1923)
- Проект здания школы в кибуце Дегания (1928)
- Жилые дома в Тель-Авиве и Иерусалиме